# Queue de sodium de la Lune

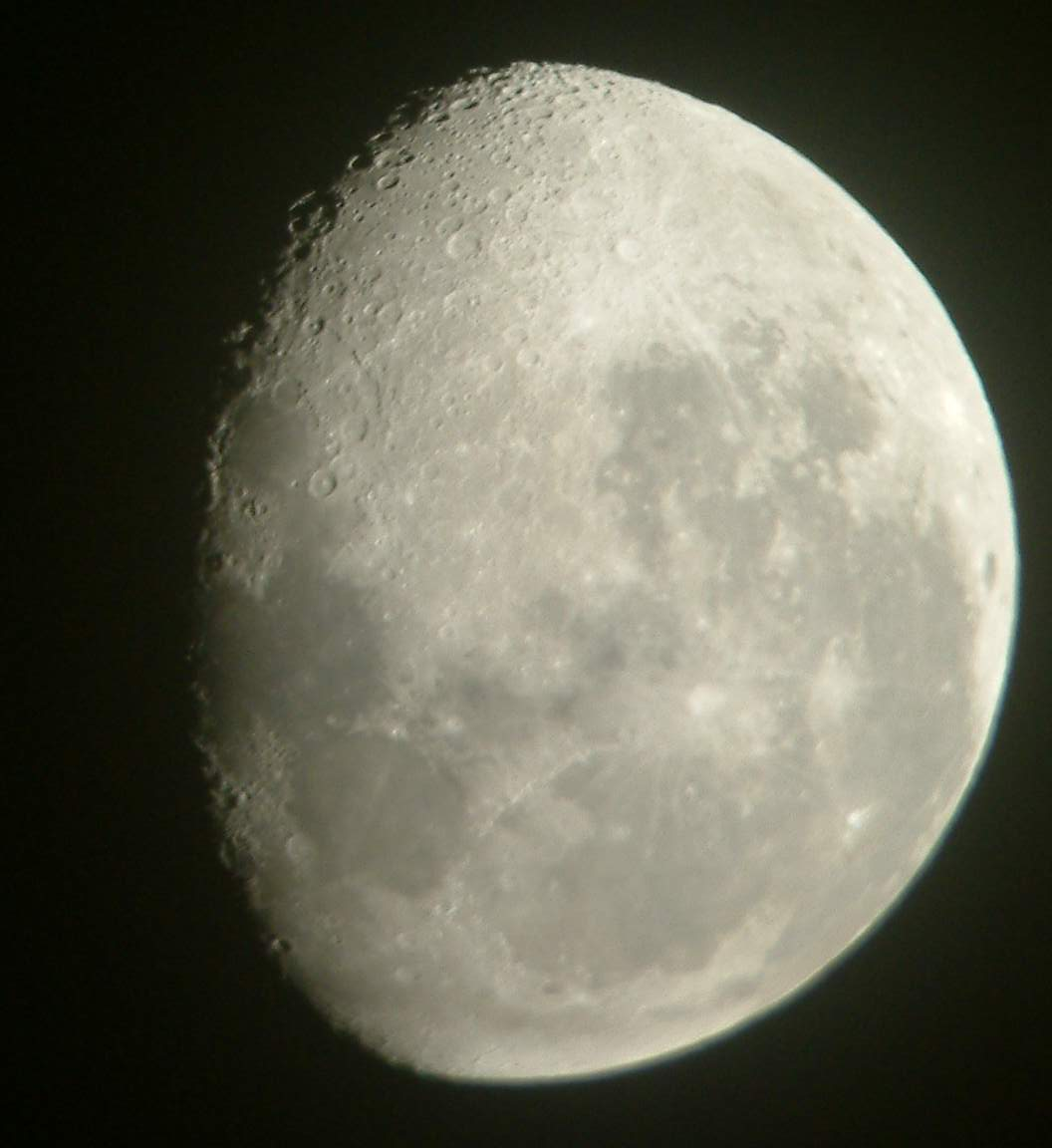
une queue de sodium

La queue d'ions de sodium de la Lune est une queue similaire à celle des comètes trop fine pour être perçue par l'œil humain. Elle mesure des centaines de milliers de kilomètres de longueur. Elle a été découverte en 1998 lors de l'observation de la pluie de léonides par les scientifiques de l'université de Boston. La Lune relâche constamment à partir de sa surface du gaz de sodium vers son atmosphère (principalement par bombardement météoritique et interaction avec le vent solaire et des photons énergétiques), que le vent solaire emporte ensuite dans la direction opposée à celle du Soleil. En 1998, la pluie de léonides a temporairement triplé la masse de la queue en augmentant la quantité de sodium dégagé par la Lune.

## Sources
- (en) Cet article est partiellement ou en totalité issu de l’article de Wikipédia en anglais intitulé « Sodium tail of the Moon » (voir la liste des auteurs).